# Kordubanove, Hlobîne
Kordubanove (în ucraineană Кордубанове) este un sat în orașul raional Hlobîne din regiunea Poltava, Ucraina.

## Demografie
Componența lingvistică a localității Kordubanove
     Ucraineană (91,12%)
     Belarusă (8,41%)
     Alte limbi (0,47%)
Conform recensământului din 2001, majoritatea populației localității Kordubanove era vorbitoare de ucraineană (91,12%), existând în minoritate și vorbitori de belarusă (8,41%).